# Jean-Claude Latil
Pour les articles homonymes, voir Latil.
 (mars 2017).
Si vous disposez d'ouvrages ou d'articles de référence ou si vous connaissez des sites web de qualité traitant du thème abordé ici, merci de compléter l'article en donnant les références utiles à sa vérifiabilité et en les liant à la section « Notes et références ».
Jean-Claude Latil est un peintre et un graveur français né le 28 février 1932 à Marseille et mort le 19 mai 2007 à Nogent-en-Othe (Aube).

## Biographie
Jean-Claude Latil fait ses études à l'École des beaux-arts de Marseille, à Bourges ainsi qu'à l'Académie Julian de la rue de Berri, à Paris.
Il a travaillé dans le décor de cinéma parallèlement à son œuvre de peintre.
- 1955 : Première exposition personnelle à la galerie Vidal à Paris.
- 1965 : Biennale de Paris.
- 1970 : Qui tue ? histoire d'un fait divers ARC-musée d'art moderne de la ville de Paris.
- 1971 : Président du Salon de la Jeune Peinture.
- 1970 : Fondateur de la Coopérative des Malassis avec Henri Cueco, Lucien Fleury, Michel Parré, Gérard Tisserand.
- 1971-1977 : Participe à la réalisation des grandes fresques de la Coopérative des Malassis dont celle sur le thème du Radeau de la Méduse sur un centre commercial à Grenoble et Le Grand Méchoui, fresque critique sur l'histoire de la Cinquième République.
- mars 1979 : exposition Images du plein air aujourd'hui - Henri Cueco, Jean-Claude Latil, Jean-Pierre Le Boul'ch, Michel Parré, Gérard Schlosser, galerie municipale Édouard-Manet, Gennevilliers.
- 1980 : Nommé professeur à l'école des beaux-arts de Nantes, dont il deviendra le directeur.
- 1981-1986 : Réalisation de nombreuses fresques personnelles dans divers établissements publics.
- Mai 2007 : Décès à l'âge de 75 ans.

### Filmographie
- 1979 : Et vogue la Malassise de Marie-Eve et Marie-France Molle, avec Henri Cueco, Lucien Fleury, Jean-Claude Latil et al., 22 min, Paris, Centre national du cinéma et de l'image animée ; notice bibliographique du catalogue général de la BnF (Coopérative des Malassis)